# Belterra
Belterra es un lugar designado por el censo ubicado en el condado de Hays en el estado estadounidense de Texas. En el Censo de 2020 tenía una población de 6170 habitantes y una densidad poblacional de 1016,47 habitantes por km². Fue incluido como CDP en el censo de 2020.

## Geografía
Belterra se encuentra ubicado en las coordenadas 30°11′19″N 97°59′04″O / 30.18861, -97.98444. Según la Oficina del Censo de los Estados Unidos,  tiene una superficie total de 6,07 km², todos correspondientes a tierra firme.